# U.S. Bank Stadium
L' U.S. Bank Stadium est un stade couvert de football américain situé à Minneapolis, au Minnesota, aux États-Unis.
Cet équipement d'une capacité de 66 860 places accueille les rencontres des Vikings du Minnesota à compter de 2016. La franchise jouait précédemment au Hubert H. Humphrey Metrodome.

## Histoire
Dès le début des années 2000, les Vikings du Minnesota réclament leur propre stade, plutôt que de partager avec l'équipe de baseball des Minnesota Twins. Le 1er mars 2012, la construction d'un nouveau stade est annoncée par le gouverneur Mark Dayton à l'emplacement de l'ancien HHH Metrodome.
Les travaux commencent en décembre 2013, et se terminent deux ans plus tard, mobilisant plus de 8 000 ouvriers pour 4 millions d'heures de travail. 
L'inauguration officielle a lieu le 3 aout 2016. Le premier match des Vikings du Minnesota dans ce stade a lieu le 19 septembre 2016.

## Architecture
Le stade est couvert par un toit transparent en ETFE, couvrant une surface de 60 % de l'édifice.

## Événements
- X Games, 2017 et 2018
- Super Bowl LII, 4 février 2018
- Final Four basket-ball NCAA masculin, 2019
- Concerts de Taylor Swift (The Eras Tour), 23 et 24 juin 2023

## Galerie

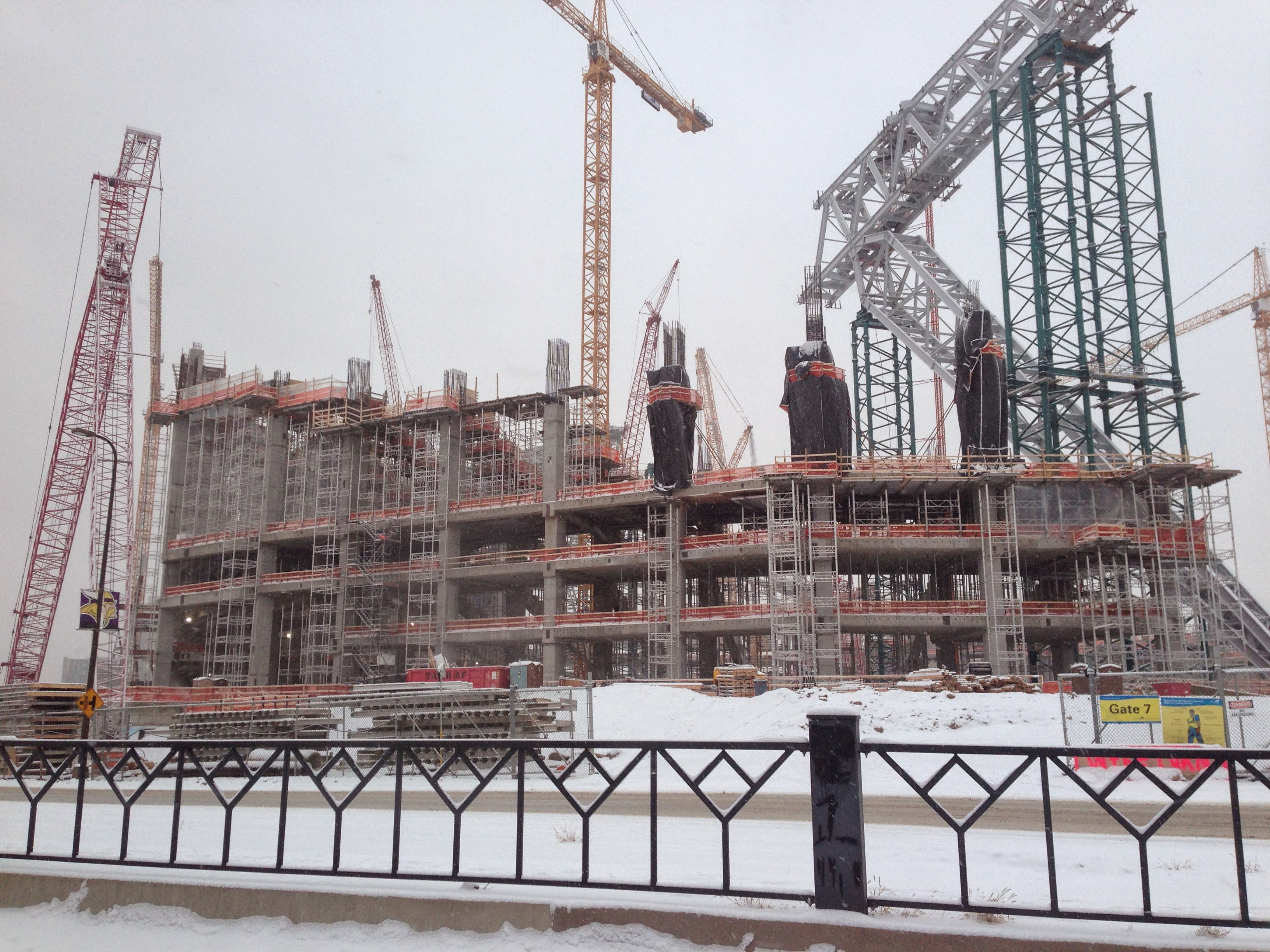
Chantier en février 2015
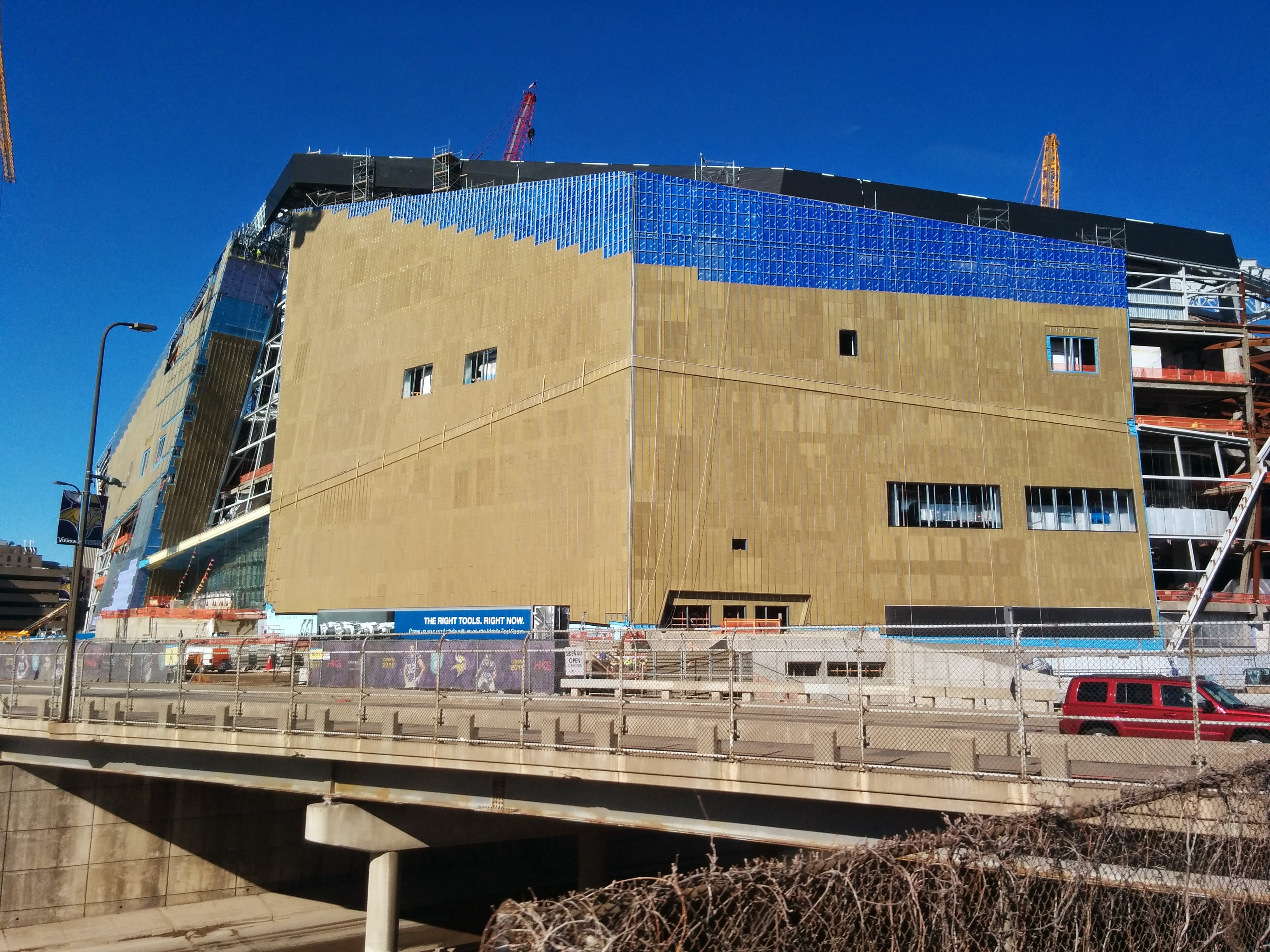
En avril 2015
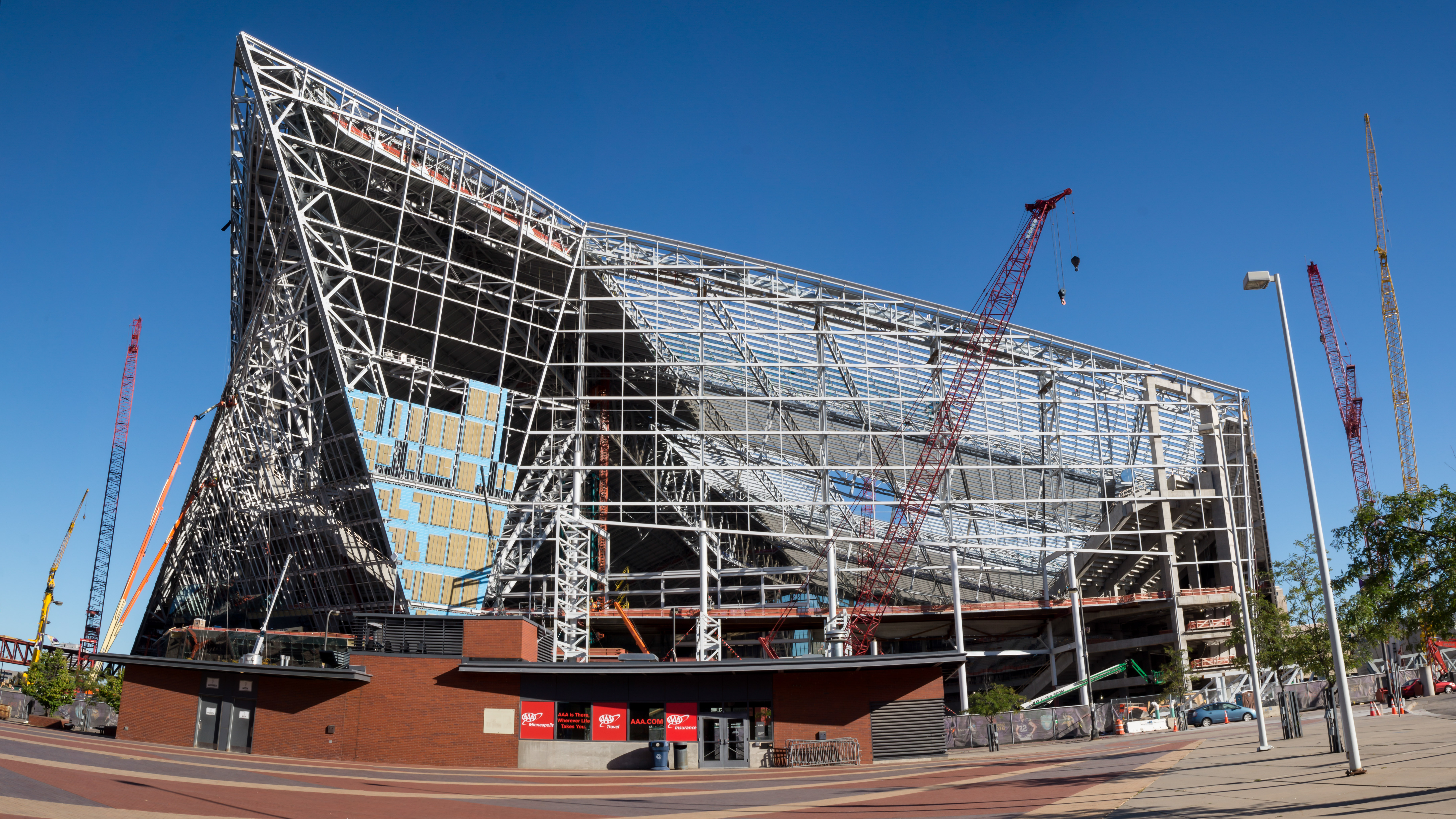
Façade en construction (octobre 2015)
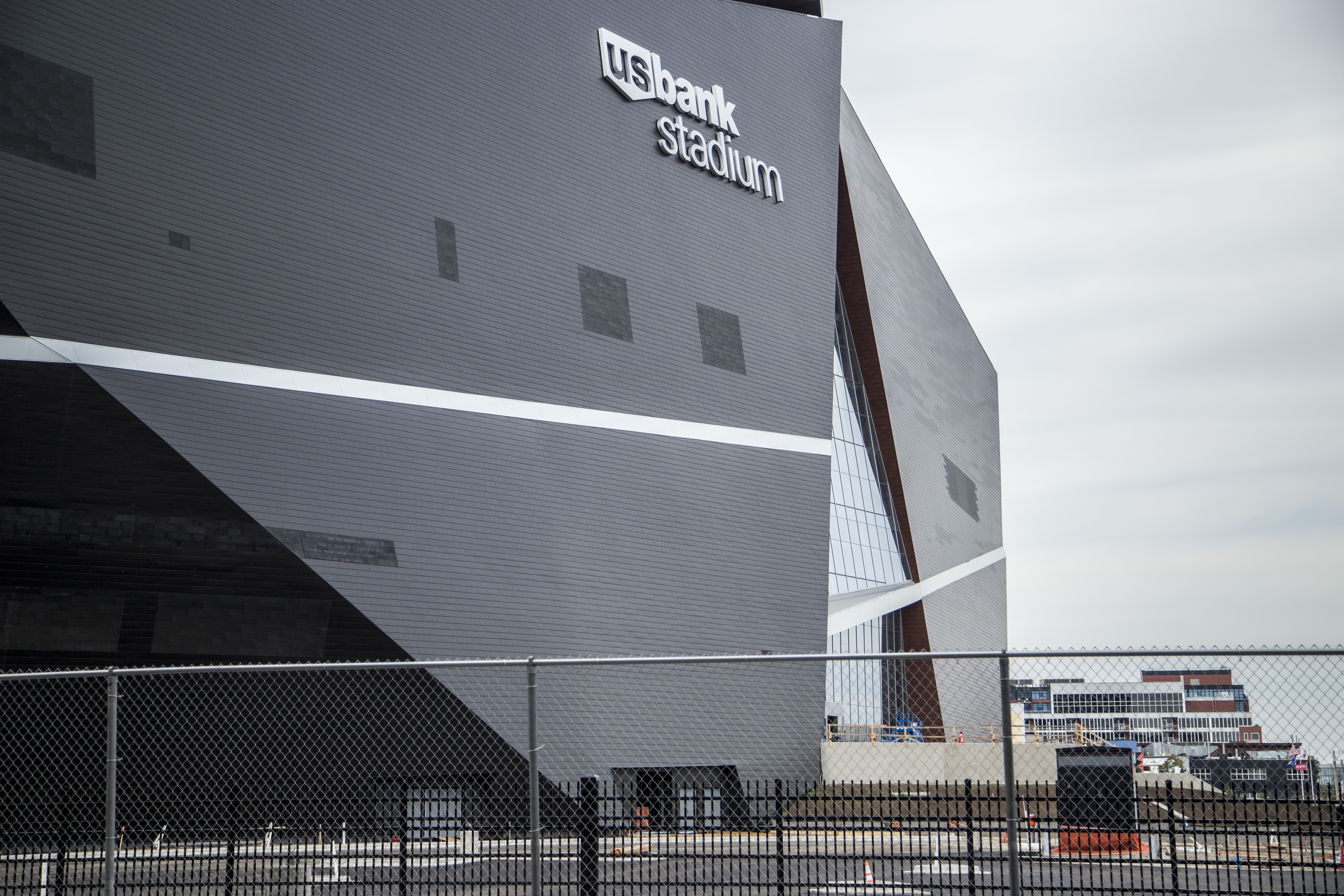
Côté sud-est
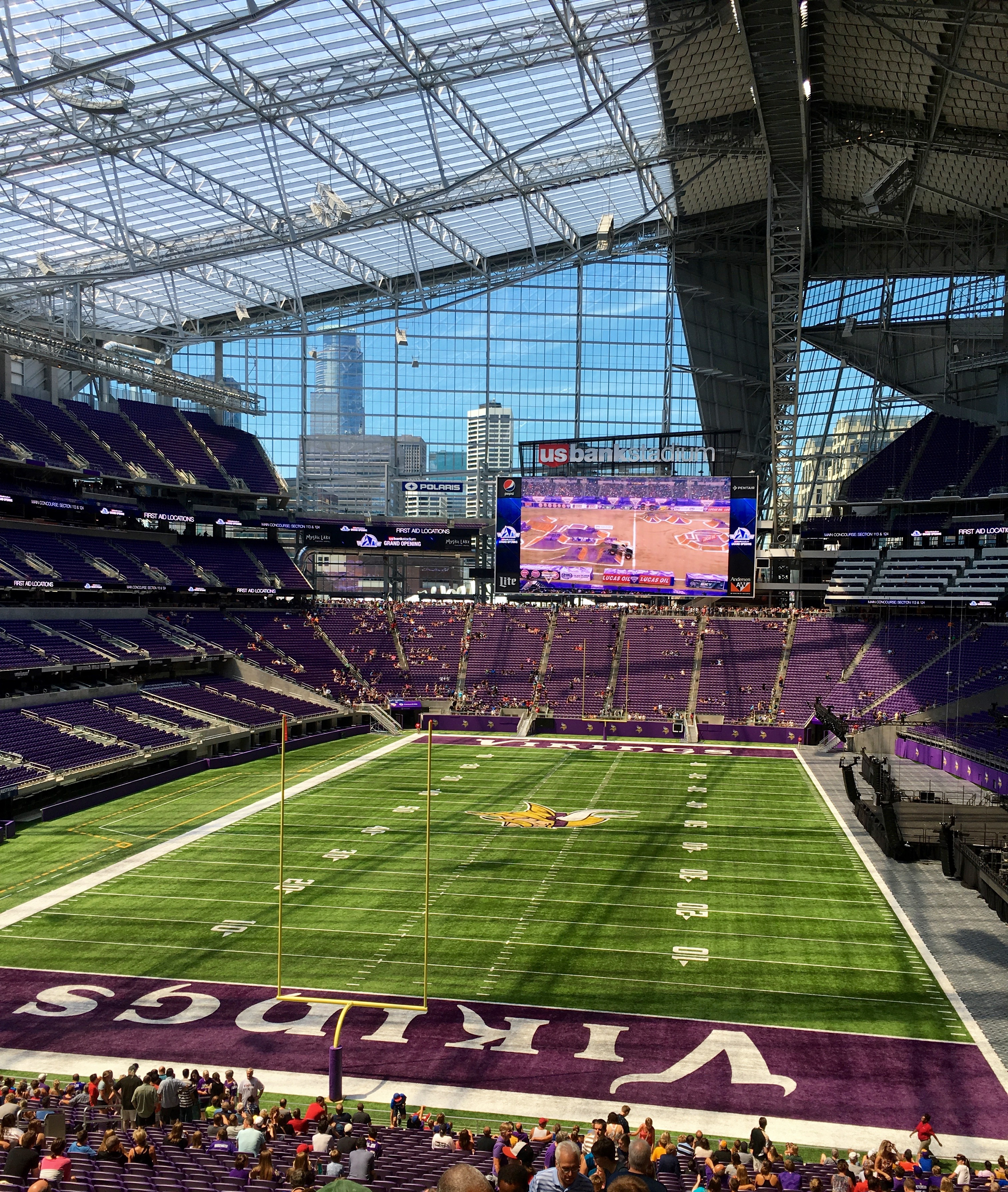
Intérieur du stade